# Demokratisk vänster
Demokratisk vänster (italienska: Sinistra Democratica, SD) är ett demokratiskt socialistiskt parti i Italien, grundat den 5 maj 2007. Partiet är inte medlem i något europeiskt parti men dess Europaparlamentariker sitter i Socialdemokratiska gruppen i Europaparlamentet (PES). Partiet bildades ur en grupp från Vänsterdemokraterna, som motsatte sig att Vänsterdemokraterna slogs ihop med Demokratiska partiet. Enligt partiets ledare vid grundandet av SD var inte målet att skapa ett nytt parti, utan en ny rörelse som skulle kunna ena hela den italienska vänstern, från Partito della Rifondazione Comunista till Socialisti Democratici Italiani. Sinistra Democratica ingår i valalliansen Sinistra e libertà.